# 숙명여자대학교
숙명여자대학교(淑明女子大學校, Sookmyung Women's University)는 대한민국의 사립 종합 대학이다. 서울특별시 용산구에 있으며 주로 숙명여대 또는 숙대라는 약칭으로 부른다. 학부는 11개 단과대학, 3개 독립학부로 구성하며 대학원은 일반대학원, 교육대학원, 특수대학원, 경영전문대학원이 있다. 학교법인 숙명학원이 운영하며, 현재 총장은 문시연이다.
고종의 후궁인 순헌황귀비가 1906년에 세운 명신여학교를 모체로 1912년 설립한 재단법인 숙명학원이 1938년에 현재의 부지에 숙명여자전문학교라는 교명으로 설립했다. 1955년 종합 대학으로 승격되어 개교했다. 2006년 창학 100주년 기념식을 제2창학 캠퍼스에서 거행하였다.
캠퍼스는 설립 당시부터 있던 제1 캠퍼스와 1980년대에 준공한 이과대학 캠퍼스, 2000년대에 준공한 제2창학 캠퍼스로 크게 나눈다. 제2창학 캠퍼스에는 프랑스 요리 학교 르 꼬르동 블루의 한국 분교와 제217 학생 군사 교육단이 있다.

## 역사

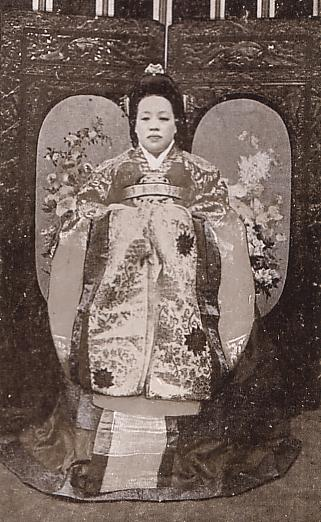
순헌황귀비

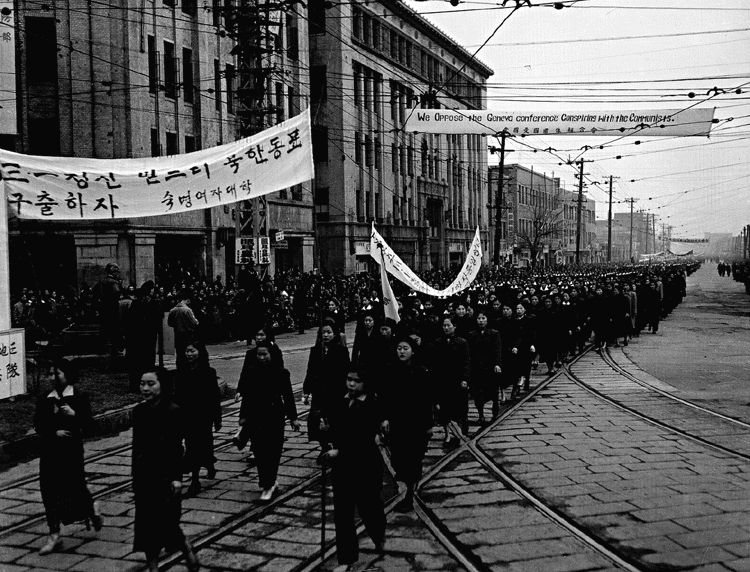
삼일절 기념행사에 참석한 숙명여대 학생들(1954년)

1906년 고종의 후궁인 순헌황귀비가 출자하여 용동궁에 명신여학교(明新女學校)를 설립하고 초대 교장으로 정경부인 이정숙(李貞淑)이 취임하였다. 1908년 명칭을 명신고등여학교(明新高等女學校)로, 1909년 숙명고등여학교(淑明高等女學校)로, 1911년 숙명여자고등보통학교(淑明女子高等普通學校)로 개칭하였다. 1935년 이정숙이 교장에서 퇴임하고 오다 쇼고가 교장으로 취임하였다.
1912년 경선궁과 영친왕이 하사한 토지의 수익금으로 숙명여자보통학교를 운영하는 재단법인 숙명학원을 설립하였다. 1938년 숙명학원은 현재의 부지에 숙명여자전문학교(淑明女子專門學校)를 설립하고, 다음 해인 1939년에 숙명여자고등보통학교의 교장이던 오다 쇼고가 초대 교장으로 취임하였다. 1944년 태평양 전쟁이 격화되자 이름을 여자청년연성지도양성소로 바꾸었고, 황혜성과 김호직을 제외한 조선인 교사를 모두 해임하였다. 1945년 11월 숙명여자전문학교로 다시 개교하여 숙명여자전문학교의 교장으로 재직하던 임숙재가 교장으로 취임하였다. 1948년 5월 미군 군정청이 대학 승격 인가를 하여 대학으로 승격하였다. 한국 전쟁이 발발하자 1951년에 부산으로 피난하여 동대신동에서 가교사를 짓고 수업을 계속하였으며, 서울 지역을 다시 수복하자 1953년에 서울로 복귀하였다. 1955년 종합 대학으로 승격되어 초대 총장으로 임숙재가 취임하였다.
1964년 10월 21일 32명의 교수가 김순식 총장이 부정하게 신입생 입학과 건물 신축을 결정했다며 총장 사임과 이사진 퇴진을 요구하고 총장실을 점거하여 농성하였다. 11월 19일 32명의 교수 중 5명의 해면이 결정되자 일부 학생들이 가담하여 농성을 계속하였고 23일 김순식 총장은 학교가 정상화될 때까지 무기한 휴교한다고 발표하였다. 농성을 계속하던 교수들은 문교부가 해산을 지시하자 농성을 해제하였다.
1965년 1월 21일 김순식 총장이 사임하자 22일 제5대 총장으로 철학 박사 윤태림이 취임하였다. 1966년 학내 분규가 발생하여 윤태림 총장이 횡령 혐의로 고발 당하였다. 1968년 김신조 등이 청와대를 습격하려다 미수에 그친 사건이 발생한 이후 6관구 사령관이 한강 이북 방위선을 구축한다는 명목으로 숙명여대가 소유한 남현동 토지를 강제 점유하자, 숙명여대는 1975년부터 1986년까지 네 차례에 걸쳐 점유 당한 토지를 전국에 산재한 국방부의 유휴지로 환지 받았다.
1981년 정치학 박사 김옥렬이 제10대 총장으로 취임하였다. 김옥렬은 숙명여대를 다니다가 컬럼비아 대학교를 졸업한 최초의 숙명여대 출신 총장이었다.
김옥렬 총장은 장기 발전 계획을 추진하여 1984년 현재의 중앙도서관 건물을 신축하였고, 용인군에 부지를 매입하여 1990년 연수원을 건립하였다. 또한 1991년 국방부 소유가 소유한 B지구(현재의 제2 창학 캠퍼스)의 토지 일부를 취득하였다.
1994년에는 정치학 박사 이경숙이 교수 직선으로 제13대 총장이 되었으며,
1995년 창학(創學) 100주년을 맞이하는 2006년을 목표로 한 발전 계획을 수립하고 제2 창학을 선언하였다. 제2 창학 캠퍼스를 조성하기 위하여 약학대학 뒤에 위치한 산림청과 국방부 소유의 토지에 지정된 공원 부지를 해제하고 매입하였다. 한편 이경숙 총장은 재정 위기를 타개하기 위하여 동문들을 대상으로 한 “등록금 한 번 더 내기 운동”을 전개하였다.
2005년 제2 창학 캠퍼스에 백주년기념관을 완공하였고 2006년 제2 창학 캠퍼스에서 창학 100주년 기념식을 거행했다.
2008년 이경숙 총장이 정년 퇴임하자 이학 박사 한영실이 교수 직선으로 당선, 제17대 총장으로 취임하였다. 2010년 한영실 총장은 새로운 학교 비전인 ‘숙명 블루 리본 프로젝트’(Blue Ribbon Project)를 선포하였다. 같은 해 학제 개편의 일환으로 경상대학 소속이었던 경영학부와 경제학부를 분리하고 경영학부를 3개의 학과로 분할하여 경영대학에 소속시키고 경제학부를 사회과학대학으로 이전하는 방안이 발표하였으나, 소속 교수들이 집단적으로 반발하자 한영실 총장은 경상대학의 현재 체제를 유지한다고 발표하여 사태를 진정시켰다. 2010년 9월 14일 여성 학군사관 후보생 시범 대학으로 선정되어 같은 해 12월 10일 학생 군사 교육단(학군단) 창설식을 거행하였다.

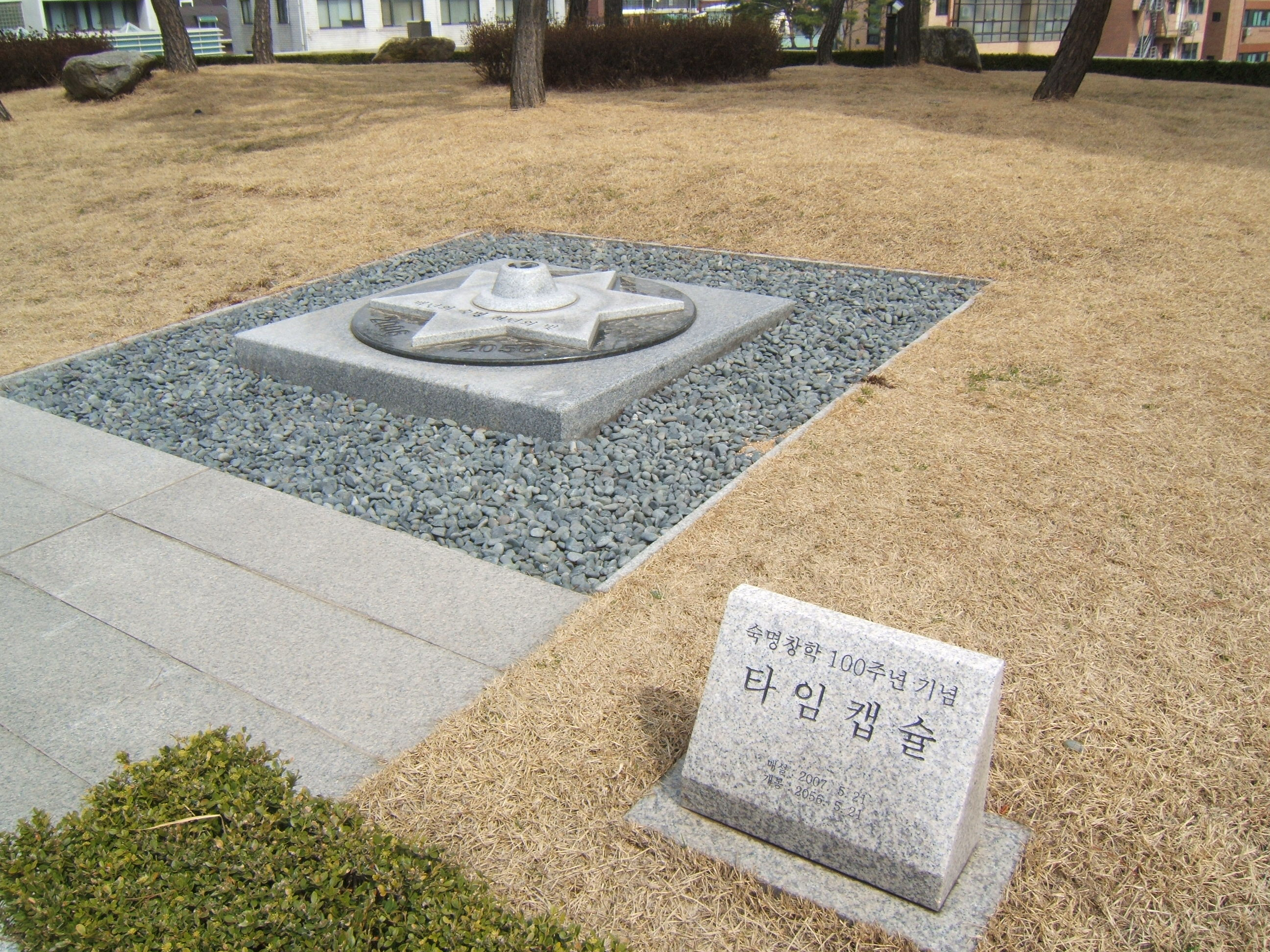
창학 100주년 기념 타임캡슐

2012년 3월 15일 교육과학기술부는 숙명학원이 대학의 기부금을 재단의 계좌로 이체하여 다시 대학에 교부한 것을 이유로 이용태 숙명학원 이사장을 포함한 이사 5명과 감사 1명에 대한 승인을 취소하였다. 이사회는 한영실 총장이 언론 매체에 해당 사실을 유출하여 이사회의 업무를 방해했다며 한영실 총장의 해임을 의결하였다. 3월 30일 서울서부지방법원은 숙명여대가 제기한 가처분 신청을 받아들여 한영실 총장을 해임한 이사회 결의의 효력을 임시로 정지하였고, 한영실 총장은 업무에 복귀하였다. 한편 4월 4일 교과부는 최종적으로 이들의 승인을 취소하였다. 승인 취소된 이사들은 서울행정법원에 교과부의 취소 처분에 대한 집행 정지를 신청하였고 법원이 4월 25일 이들의 가처분 신청을 받아들여 승인이 취소된 이사들은 이사회로 복귀하였다. 8월 16일 서울행정법원은 교과부의 승인 취소 처분을 취소하라고 판결하였다.
2013년 공과대학 창설을 선언하고, 2016년에 이화여자대학교에 이어 여대에서 두 번째로 공과대학을 신설하였다. 같은 해 교육부가 실행하는 "산업 연계 교육 활성화 선도 대학 사업(프라임 사업)"의 "사회 수요 선도 대학"으로 선정되었다.

## 역대 총장
| 역대   | 성명   | 비고            |
| ------ | ------ | --------------- |
| 제1대  | 임숙재 | 1955년 3월 취임 |
| 제2대  | 김두헌 | 1958년 9월 취임 |
| 제3대  | 김두종 | 1960년 7월 취임 |
| 제4대  | 김순식 | 1963년 6월 취임 |
| 제5대  | 윤태림 | 1966년 1월 취임 |
| 제6대  | 이인기 | 1969년 2월 취임 |
| 제7대  | 김경수 | 1973년 2월 취임 |
| 제8대  | 서명원 | 1972년 2월 취임 |
| 제9대  | 차낙훈 | 1977년 7월 취임 |
| 제10대 | 김옥렬 | 1981년 8월 취임 |
| 제11대 | 김옥렬 | 1981년 8월 취임 |
| 제12대 | 정규선 | 1990년 3월 취임 |
| 제13대 | 이경숙 | 1994년 3월 취임 |
| 제14대 | 이경숙 | 1994년 3월 취임 |
| 제15대 | 이경숙 | 1994년 3월 취임 |
| 제16대 | 이경숙 | 1994년 3월 취임 |
| 제17대 | 한영실 | 2008년 9월 취임 |
| 제18대 | 황선혜 | 2012년 9월 취임 |
| 제19대 | 강정애 | 2016년 9월 취임 |
| 제20대 | 장윤금 | 2020년 9월 취임 |
| 제21대 | 문시연 | 2024년 9월 취임 |

## 교육

### 군사 교육

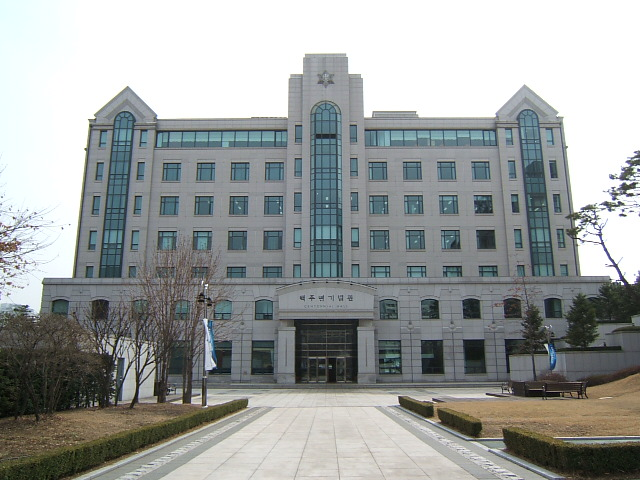
제217학생군사교육단이 위치한 백주년기념관.

숙명여대는 국방부에 의해 2010년 9월 14일 여성 학군사관 후보생 시범 대학으로 선정되었으며, 2010년 12월 1일 최초의 여성 학군단 창설식을 백주년기념관에서 거행하였다. 숙명여대는 학군사관 후보생 기숙사인 명재관에서 단체생활과 더불어 효창운동장과 육군학생군사학교에서 군사 훈련을 실시한다. 숙명여대에서는 매년 30명의 여성 학군사관 후보생을 선발한다.
한편, 숙명여대는 여군 장교 양성을 위한 ROTC동문회를 설립하여 운영하고 있다. 또한 2012년 학군사관 동계 훈련과 하계, 동계 훈련을 합산한 종합 성적에서 1위(대통령상)를 차지하기도 하였다.

## 사회 교육
부속교육기관으로는 글로벌사회교육원, 미래교육원, 르꼬르동블루-숙명아카데미, 숙명글로벌어학원이 있다.

### 숙명글로벌어학원

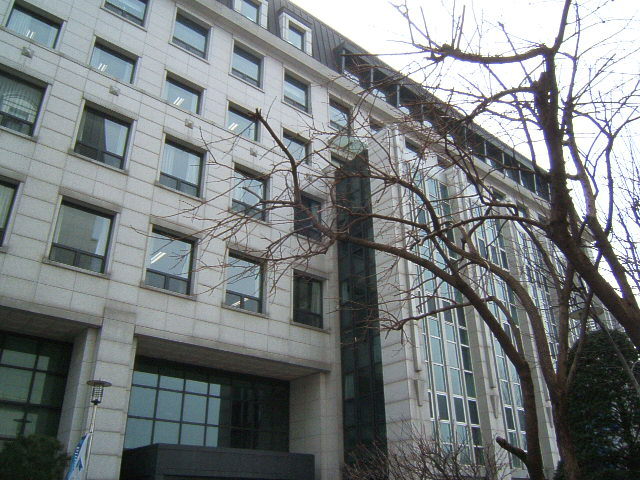
사회교육관

숙명글로벌어학원은 외국인과 결혼 이민자, 재외 한국인을 대상으로 한국어와 외국어를 교육하고, 문화프로그램을 운영하는 기간이다. 1967년 어학실습실로 시작하여, 1998년 국제어학교육센터, 2000년 국제언어교육원, 2017년 국제언어문화교육원으로 점차 확대되었으며, 2019년 숙명글로벌어학원으로 개편되었다.

### 르 꼬르동 블루-숙명 아카데미
르 꼬르동 블루-숙명 아카데미(Le Cordon Bleu-Sookmyung Academy)는 1895년에 프랑스 파리에서 설립한 요리 학교 르 꼬르동 블루의 한국 학교이다. 르 꼬르동 블루는 2001년 10월 4일에 숙명여대와 투자 협력 조인식을 열고, 2002년 9월 30일에 르 꼬르동 블루-숙명 아카데미를 숙명여대에 개원하였다. 르 꼬르동 블루-숙명 아카데미는 숙명여대 사회교육관 6층과 7층에 위치하며, 숙명여대와 르 꼬르동 블루의 조인트 벤처(Joint Venture)로 운영한다. 고등학교 이상을 졸업하거나 그와 동등한 학력을 소지한 만 18세 이상의 성인은 누구나 지원할 수 있다.

## 캠퍼스
숙명여자대학교의 캠퍼스는 크게 제1캠퍼스와 제2창학 캠퍼스, 부속건물이 있다. 제1 캠퍼스에는 순헌관(純獻館, 구 본관), 명신관(明新館, 구 서관), 진리관(眞理館, 구 대학원관), 학생회관, 행정관, 명재관(기숙사)가 위치하며 특히 순헌관 앞에는 정원(庭園)과 원형 극장(圓形劇場)을 조성하였다. 제2창학 캠퍼스는 1995년 제2창학 선언으로 건설하였으며 음악대학, 미술대학, 약학대학, 사회교육관, 르네상스플라자, 백주년기념관, 중앙도서관, 이과대학(과학관), 다목적관 등이 자리한다. 르네상스플라자 내에는 정영양 자수 박물관과 문신 미술관, 숙명여자대학교 박물관이 있다.
| 제1캠퍼스 - 순헌관(본관) - 수련교수회관 - 행파교수회관 - 진리관 - 법학도서관 - 명신관(서관) - 지혜문(서문) - 새힘관 - 행정관 - 평화문(제1캠퍼스 정문) - 학생회관 - 창업보육센터 - 명재관(기숙사) - 원형극장 | 제2창학캠퍼스 - 르네상스플라자 - 숙명여자대학교박물관 - 정영양자수박물관 - 문신미술관 - 청파갤러리 - 음악대학 - 음악도서실 - 사회교육관 - 미래교육원 - 숙명글로벌어학원 - 르꼬르동블루-숙명아카데미 - 약학대학 - 약학도서관 - 미술대학 - 백주년기념관 - 숙명역사관 - 학생군사교육단 - 자유문(제2학창캠퍼스 정문) - 디지털휴머니티센터 - 중앙도서관 - 과학관 - 다목적관 - 프라임관 - 눈꽃광장홀 - 눈꽃광장 | 부속건물 - 백로국제관 - 매화국제관 - 숙명인재관 - TESOL 도서실 - 새빛관 - 구국관 - 크로스캠퍼스 청파 - 국제5관 - 국제6관 - 국제7관 |

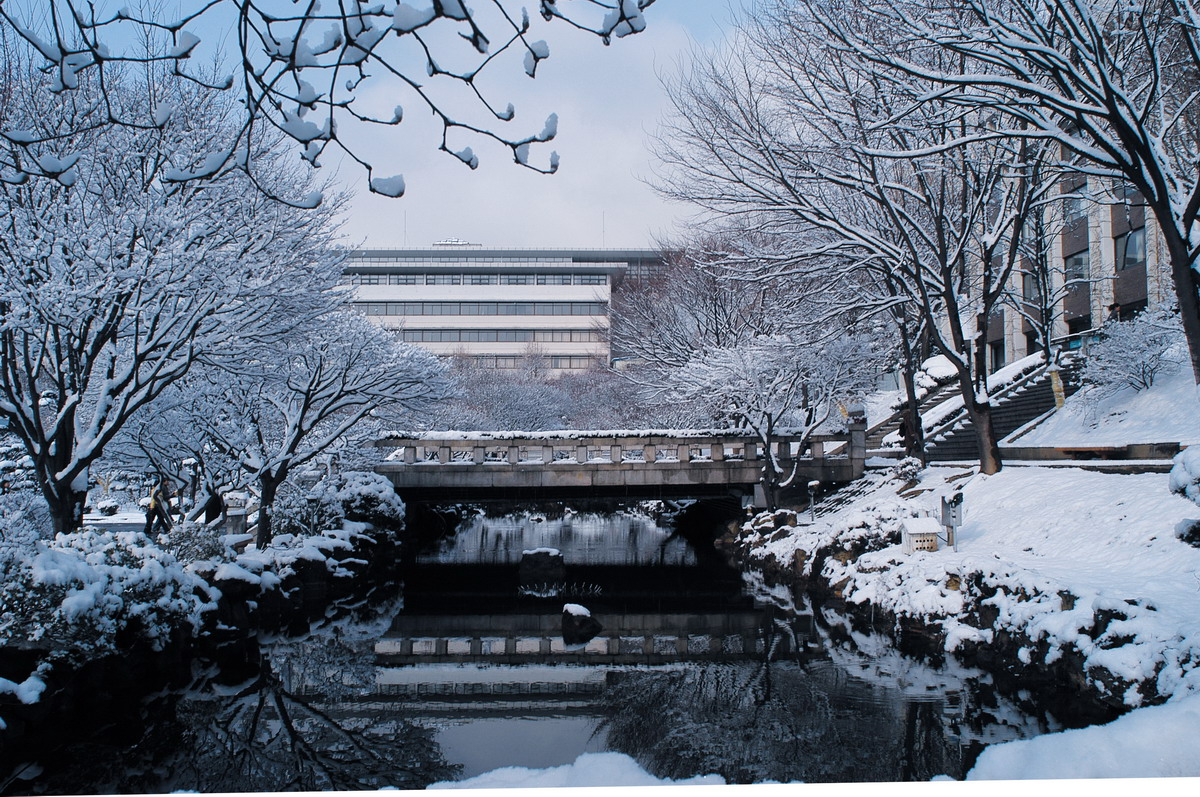
제1캠퍼스 정원 (겨울)
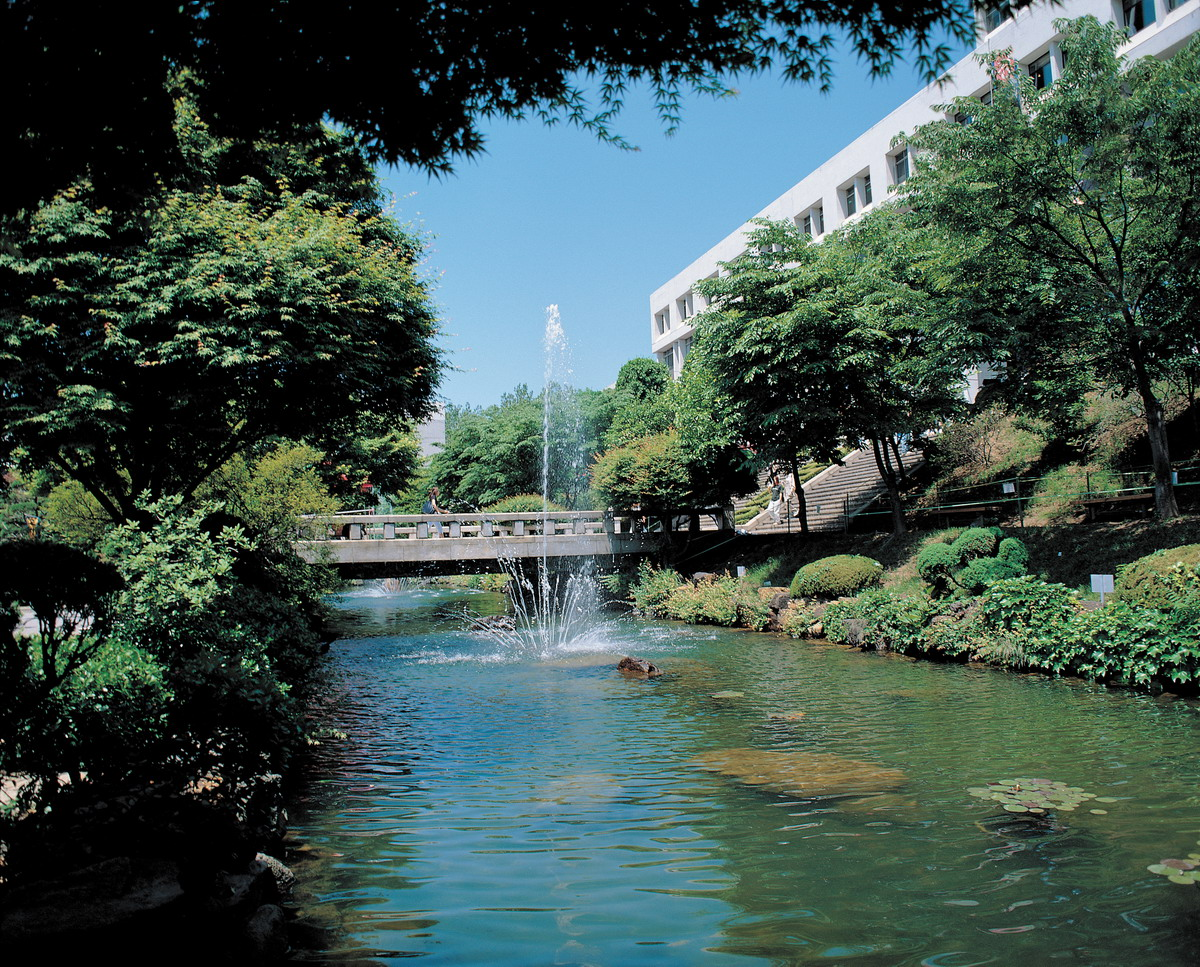
제1캠퍼스 정원 (여름)
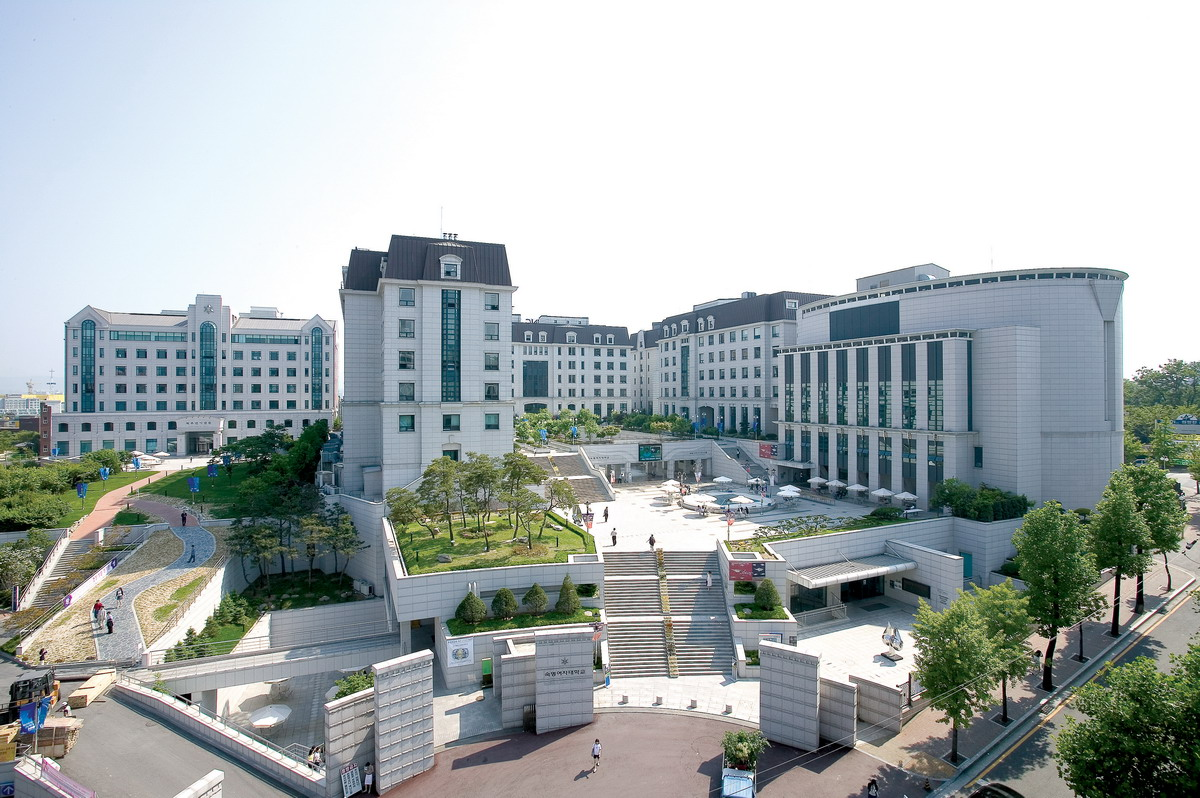
제2창학캠퍼스의 전경
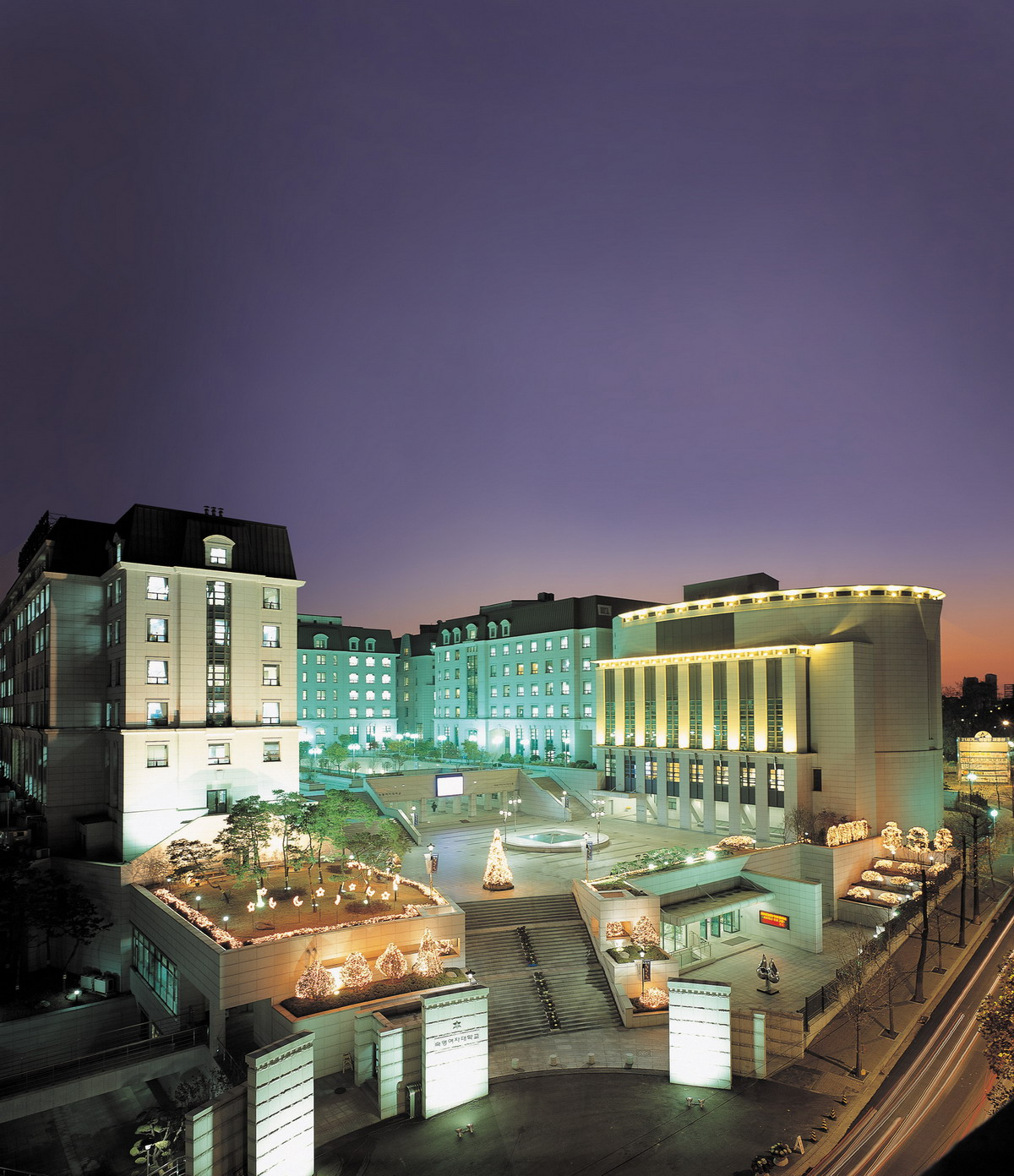
제2창학캠퍼스 (야간)

## 도서관

### 중앙도서관

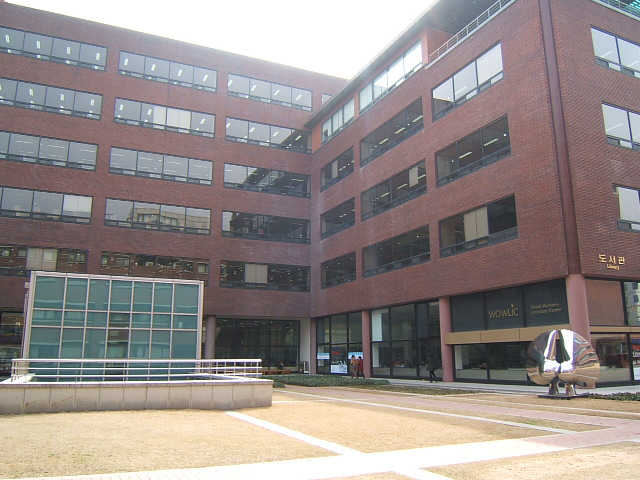
중앙 도서관과 지하 열람실 입구 (왼쪽)

숙명여자대학교의 중앙도서관은 1938년 숙명학원이 숙명여자전문학교를 설립하면서 함께 설치한 부속 도서실에서 시작하였다. 1948년 숙명여자전문학교가 대학기관으로 승격하면서 숙명여자대학으로 인가되며 부속 도서관으로 개칭하였며, 1955년 종합 대학교로 승격되면서 부속 도서관이 정식 도서관으로 발족하였다. 1961년에 도서관이 3층짜리 건물로 신축하였고, 1964년 4층을 신축하였다. 1984년 과거 건물을 철거하고 현재 도서관으로 사용하는 건물인 지하 1층, 지상 6층의 건물을 신축하였다. 2005년 도서관과 이과대학 사이의 공간에 지하 열람실을 설치하였으며, 2006년 2년 동안의 내부 개조(리노베이션)를 마쳤다. 2013년 이용자 친화적 웹기반통합시스템을 열었다. 2015년에 2차리노베이션을 완료하였다.

## 박물관

### 숙명여자대학교 박물관

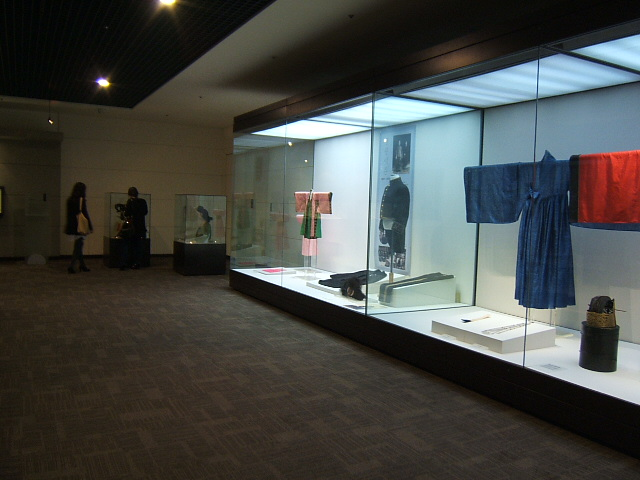
숙명여자대학교 박물관 내부

숙명여자대학교 박물관은 학교가 수집한 유물들을 전시하고 보존하기 위해 1971년 6월 10일에 개관했다. 2003년 르네상스 플라자를 완공하기 전까지 소강당, 도서관, 본관 등에 전시실을 설치하고 소장품을 전시했다. 현재는 르네상스 플라자 지하 1층에 전시실을 두고, 숙명여대가 소장한 유물을 전시하는 상설 전시와 특별한 주제를 가지고 유물들을 전시하는 특별 전시를 병행하여 연다. 상설 전시에는 조선 황실 관련 유물, 조선 시대 그림이나 도자기 등을 전시한다. 대한민국 보물 제1077호 근사록과 중요민속자료 제121호 흥완군 의복 등을 소장하고 있다.

### 정영양 자수 박물관
정영양 자수 박물관은 자수와 직물 예술에 대한 평가와 인식을 높히고자 2004년 5월에 개관하였다. 전시실은 르네상스 프라자 1층에 있다. 정영양 박사가 수집하여 기증한 자수, 직물, 복식 등을 소장한다.

### 문신 미술관

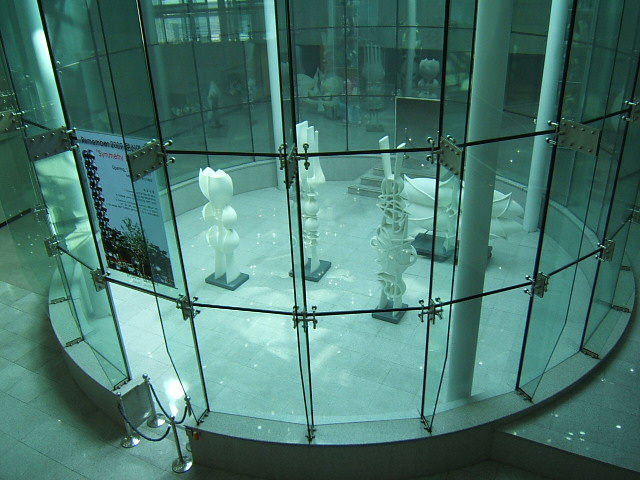
문신 미술관 은하수 갤러리

문신 미술관은 조각가 문신(文信)의 작품을 전시하고 연구하는 목적으로 개관한 박물관이다. 문신미술관은 이경숙 숙명여대 총장은 문신의 부인이자 창원시립문신미술관 관장인 최성숙을 만나 1999년 6월 9일 청파동 일본식 주택에 설립한 문신 미술 연구소에서 시작하였다. 2002년 숙명여대 미술대학으로 연구소가 이전하였고 2003년 10월 문신 미술관을 완공하였다. 2004년 5월 10일에 르네상스 플라자 B1, B2층에 문신 미술관이 개관하였고 문신 미술 연구소를 폐지하였다. 문신미술관은 빛 갤러리, 문 갤러리, 은하수 갤러리 , 무지개 갤러리, 영상실로 구성한다. 빛 갤러리에는 주로 사진을 전시하며, 기획전이나 공모전에서 발굴한 신인들 작품을 전시한다. 문 갤리리에는 문신의 유화, 도자기, 판화, 미발표 드로잉, 그리고 그와 연계한 소형 조각을 전시한다. 무지개 갤러리는 문신의 작업장을 찍은 사진이나 실제 작업 도구 등을 전시한다. 은하수 갤러리에는 문신의 중, 대형 조각(브론즈, 스테인리스), 석고 원형을 전시하며, 천장에는 원형 모양 창문을 뚫어 빛이 들어오는 구조다.

## 총학생회

### 활동

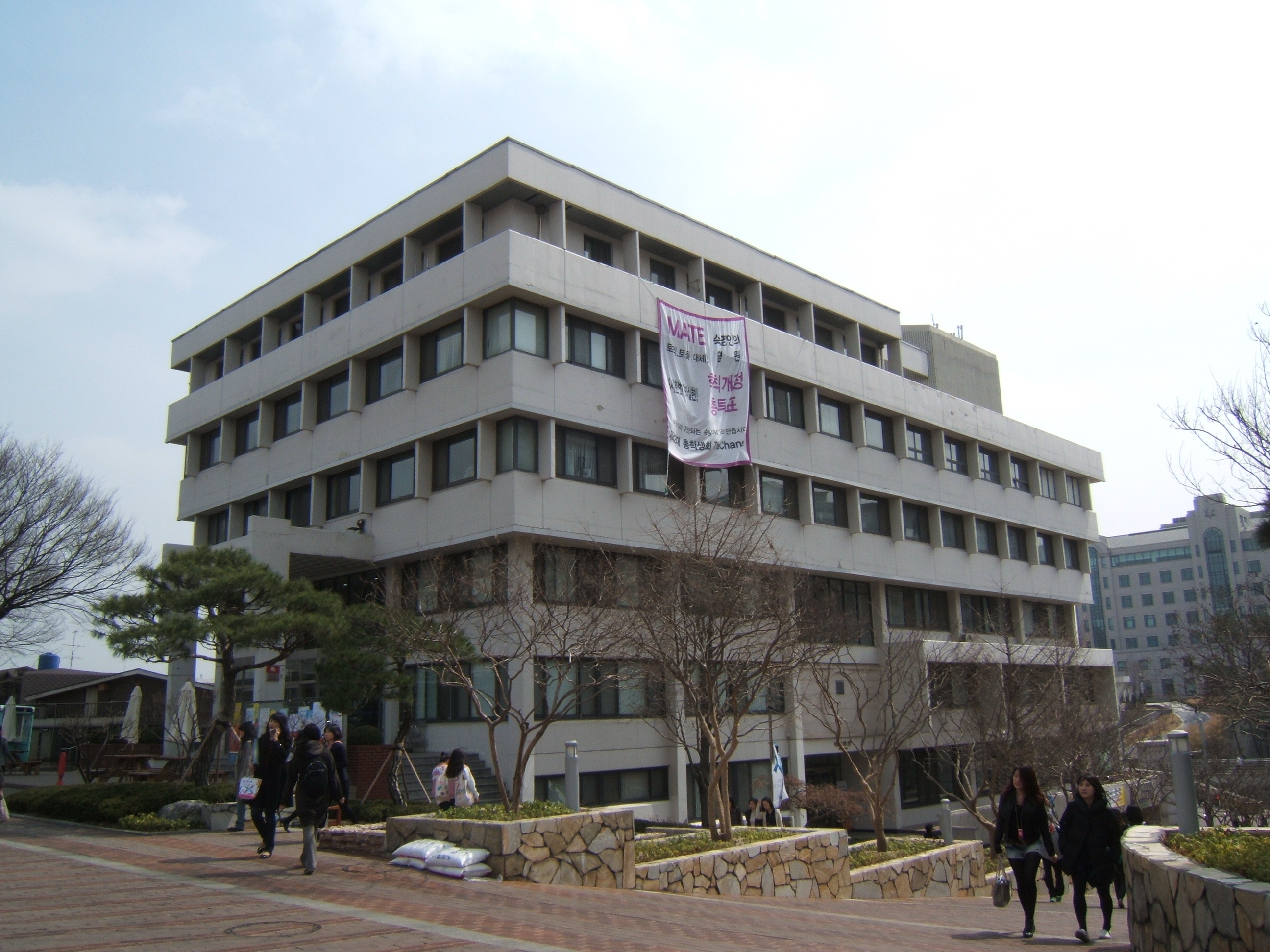
숙명여자대학교 학생회관

1965년 한일 협정이 체결되자 6월 23일 3000여 명의 학생이 대강당에서 협정 비준을 반대하는 성토대회를 개최하였다. 한일 협정 비준서 교환식을 앞두고 12월 17일 숙명여대 총학생회장은 서울대학교, 고려대학교, 동국대학교 등의 학생회장과 함께 한일 협정이 굴욕적으로 맺어졌다며 협정을 반대하는 성명을 발표하였다.
1980년에는 신군부이 비상계엄을 선포하자 5월 8일 2500여 명 학생이 비상 학생총회를 개최하여 구국 선언문을 발표하고 계엄 철폐를 주장하며 교내를 행진하였다. 학생들은 9일까지 대강당에서 철야로 농성을 계속하고 농성을 해제하면서 비상계엄 해제를 요구하는 결의문을 채택하였다.
2010년 4월 11일 숙명인게시판, 스노로즈 등 학생 커뮤니티에서 정치적인 성향 게시물을 학교 측이 스크랩하여 모아둔 파일을 한 재학생이 발견하였다. 제42대 총학생회장 강보람은 14일에 학교의 이러한 행위를 사찰로 규정하고 숙명학원에 손해배상을 청구하는 소를 제기하였다. 2012년 5월 16일 서울중앙지법은 “학교는 이 사건으로 학생들에게 불안과 우려를 준 점에 대해 깊은 유감의 뜻을 표하라”며 “학생들은 관련 문서를 학교 측에 반환하라. 대학 측을 상대로 더 이상 이 사건과 관련해 민·형사상 책임을 묻지 않도록 해야 한다”는 강제 조정 결정을 내렸다.

### 조직
총학생회는 숙명여대의 재학생 모임이며 학생총회, 대의원회, 총학생회, 운영위원회, 단과 대학 학생회, 학과∙학부∙전공 학생회, 기타 학생 문화 활동 단체로 구성한다. 학생총회는 총학생회에 관련한 중대한 사항을 의결하는 기구로서 대의원회의 요구 또는 총학생회 회원 10분의 1 이상의 요구가 있을 때 총학생회장이 소집한다. 대의원회는 숙명여대의 학과∙학부∙전공 학회장과 부학회장로 구성하는 기구로서 학생총회의 소집을 요구할 권한 뿐만 아니라 총학생회 회칙의 개정과 발의를 확정할 권한, 총학생회의 업무를 감사할 권한, 총학생회장단에 대한 불신임을 결의할 권한 등을 가진다. 총학생회장은 총학생회를 대표하며 운영위원회와 집행부의 장이 된다. 총학생회장은 총학생회의 사업 계획을 수립하고 편성된 예산과 결산을 대의원회에 제출한다. 또한 총학생회에 중대한 영향을 미치는 사항에 관하여 학교와 관계 기관에 의견서를 제출할 수 있다. 운영 위원회는 총학생회의 심의, 자문 기구로서 총학생회장, 부학생회장, 단과 대학 학생회장, 총학생회 집행부의 부장으로 구성되며, 총학생회가 운영하는 제반 사업, 총학생회장이 대의원회에 제출할 예산과 결산, 총학생회장의 대의원회에 대한 소집 요구 등을 심의, 자문한다.

## 교내 언론
1955년 교내 신문인 《숙대신보》를 창간하였고, 1967년 교내 방송국인 방송실을 설립하였다. 1973년에는 교내 영어 신문인 숙명타임즈를 창간하였다. 2007년 교내 영상 관련 부서를 통합한 영상미디어센터를 신설했다. 2013년 미디어센터를 신설하고 기존의 영상미디어센터를 영상미디어팀으로 편제를 변경하고, 숙대신보사와 영상미디어팀은 숙명미디어센터로 편입하였다. 2017년 숙명미디어센터는 미디어센터로 개칭하였다.
숙대신보
《숙대신보》(淑大新報)는 숙명여대 숙대신보사(淑大新報社)에서 발행하는 신문이다. 일주일에 한 번 발행되며 방학 기간에는 발행하지 않는다. 1955년 10월 25일 월간으로 발행하는 《숙대월보》로 창간하였다. 1958년 11월 10일에 《숙대신보》로 제호를 변경하고, 발행 주기를 격주간으로 변경하였다. 1964년부터는 발행 주기를 주간으로 변경하였다. 숙대신보사는 《숙대신보》와 영어 잡지 《숙명타임즈》를 총괄하는 조직으로 대학문학상과 여고문학상, 광고공모전을 주최한다.
숙명타임즈
《숙명타임즈》(The Sookmyung Times)는 숙명여대 숙대신보사에서 발행하는 영어 잡지이다. 한 달에 한 번 발행되며 방학 기간(1, 2, 7, 8월)에는 발행하지 않는다. 1973년 10월 25일에 창간하였으며, 타블로이드 신문 형태로 발행한다. 1983년 수퍼타블로이드로 판형를 변경하였으며, 1995년 신문 형태에서 잡지 형태로 변경하였다.
미디어센터
미디어센터는 1967년 방송실로 설립하였고, 1970년에 숙명여대 교육 방송국으로 개칭하였다. 1997년 5월에 유선 TV 방송국을 개국하였고 2006년 9월에 IPTV 방송 시스템을 도입하였다. 2007년 4월에는 교내의 영상 관련 부서를 하나로 통합하여 영상미디어센터로 개칭하였고2017년 미디어센터로 개칭하였다.

## 주요 행사
‘청파제’(靑坡祭)는 숙명여대의 봄 축제로 매년 5월에 3일 동안 개최된다. 주간에는 캠퍼스에 설치된 노점에서 간식이나 팬시상품 등을 판매하고, 캠퍼스 중앙에 설치된 무대에서 동아리, 응원단의 공연과 초대가수의 공연이 열린다

## 재학생 모델
숙명여대는 대한민국에서 최초로 재학생을 모델로 선발하여 광고를 제작하였다. 숙명여대의 광고는 1997년 “울어라! 암탉아”, “나와라! 여자 대통령” 등을 캐치프라이즈로 하여 시작되었다. 2018년도 숙명여대 광고 캐치프라이즈는 "숙명하다"이다. 윤현진 (1999년), 정미선 (2002년), 가애란 (2004년), 배현진 (2007년), 장예원 (2012년) 등이 재학생 모델 출신이다.

## 동문 활동
숙명여대에 재학하다가 콜롬비아 대학교를 졸업한 김옥렬이 숙명여대의 제10대 총장으로 취임한 것을 시작으로 후임 총장인 정규선, 이경숙, 한영실, 황선혜가 모두 숙명여대를 졸업한 동문이다. 이외에도 이숙자 전 성신여자대학교 총장, 오영숙 전 세종대학교 총장, 숙명여대를 졸업하였다.
예능계에서는 엄앵란, 전원주, 정영숙 등이 배우로 활동하고 있다. 방송계에서는 KBS 아나운서로 가애란, MBC 아나운서로 유선경, 이선영, SBS 아나운서로 윤현진, 정미선, JTBC 아나운서로 안나경이, 채널A 아나운서로 김설혜, 연합뉴스 아나운서로 박가영, 이윤지, BBS 아나운서로 김민영 등이 활동하고 있다. 이금희, 김민정은 KBS 아나운서로, 장예원은 SBS 아나운서로, 이익선은 최초의 여성 기상캐스터로 활동하다가 현재 프리랜서 방송인으로 전향했다. 그 외에도 레이디제인이 가수로, 유난희가 쇼핑 호스트로 활동한다.
경제계에서는 삼성그룹의 창업자 이병철의 딸인 이덕희, 현대그룹 정주영 회장의 4남 정몽우(현대알루미늄)의 부인 이행자, 국순당 창업자 배상면의 부인 한상은이 숙명여대를 졸업하였고, 정금화 (파스퇴르 유업 전 사장) 등이 사업가로 활동하였다. 김창숙 (김창숙 부띠끄 대표), 조선혜 (지오영 대표) 등이 사업가로 활동한다.
정계에서는 김종필 전 총리의 부인 박영옥(박정희 전 대통령의 조카), 강영우 전 미국 백악관 국가장애위원회 정책차관보의 부인 석은옥, 정동영 전 장관의 부인 민혜경, 전 국회의원 김혜성(새누리당), 국회의원 류지영(새누리당) 등이 있다. 문화방송 아나운서 출신 정치인인 배현진도 숙명여대 출신이다. 김수민 바른미래당 의원 또한 숙대 출신이다.
문화계에서는 시인 신달자, 시인 허영자, 소설가 은희경, 이현이 숙명여대를 졸업한 동문이다. 또한 한국 최초 전위무용가 홍신자 (웃는돌무용단 전 대표)가 무용가로 활동한다.

## 외부 평가
숙명여대는 재가처세(在家處世)를 교시로 삼아 현모양처를 배출하는 대학으로 평가했으나, 이경숙 총장이 취임한 이후 제2 창학을 선언하고 리더 양성을 학교의 새로운 목표로 제시하였다. (#역사 참조) 1998년, 1999년, 2001년 교육부가 ‘교육 개혁 추진 우수 대학’으로 선정하였고, 2004년과 2005년에 ‘리더십 특성화 대학’으로 선정하였다. 또한 새로운 학생 선발 제도인 입학 사정관 제도도 적극적으로 도입하여 2009년 교육과학기술부가 ‘입학 사정관 제도 선도 대학’으로 선정하였다. 이경숙 총장의 후임으로 취임한 한영실 총장은 교양 교육을 강화하겠다고 공약하였고, 2010년 한국언론인연합회에서 수여하는 참교육 대상에서 인재 부분을 수상하였다. 2019년 서울권 4년제 여자대학교에서 취업률 및 2차 유지 취업률 모두 1위를 차지했다.

## 같이 보기
- 숙명여자고등학교